# Anahatanada
Anahatanada (dewanagari अनाहतनाद, trl. anāhatanāda) – termin z filozofii indyjskiej oznaczający nieprzejawiony dźwięk (nada, który spontanicznie rozprzestrzenia się w rejonie anahataćakry człowieka, jak i każdej żyjącej istoty.
Inne określenia dla anahatanady to:
- Głos Serca[1]
- Nieuderzony Dźwięk[1]